# (4832) Палинур
(4832) Палинур (лат. Palinurus, др.-греч. Παλίνουρος) — типичный троянский астероид Юпитера, движущийся в точке Лагранжа L5, в 60° позади планеты. Астероид был открыт 10 сентября 1988 года американским астрономом Кэролин Шумейкер в Паломарской обсерватории и назван в честь Палинура, одного из героев Троянской войны.

Орбита астероида Палинур и его положение в Солнечной системе
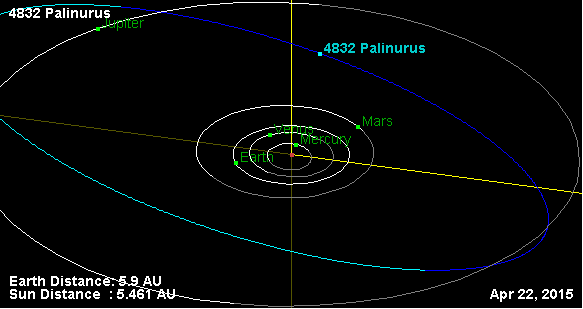
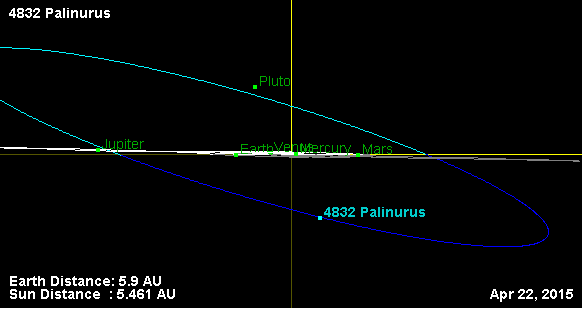

Фотометрические наблюдения, проведённые в 2010 году, позволили получить кривые блеска этого тела, из которых следовало, что период вращения астероида вокруг своей оси равняется 5,319 ± 0,002 часам, с изменением блеска по мере вращения 0,09 ± 0,02 m.